# Begonia rubiteae
Begonia rubiteae é uma espécie de Begonia nativa da ilha Palawan, nas Filipinas.